# Világító dióda

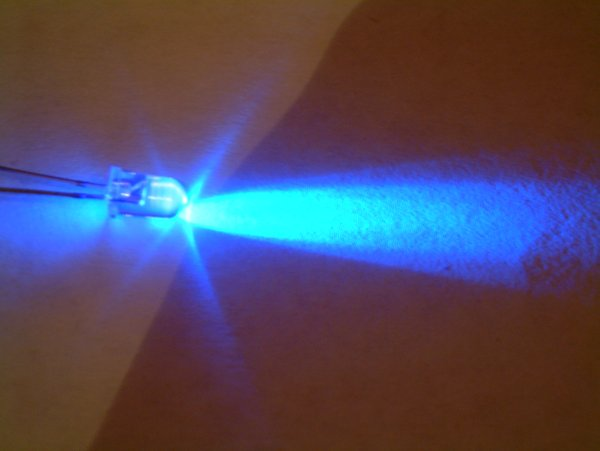
Kék fényt kibocsátó dióda, UV-LED

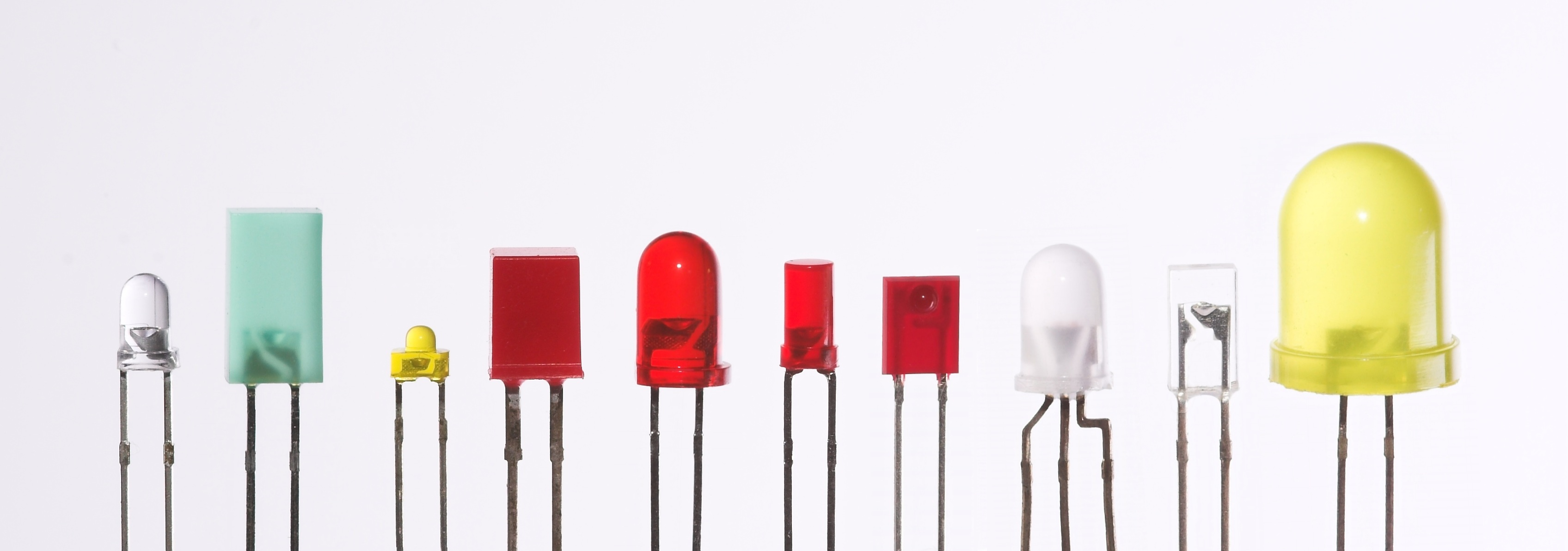
LED-ek különböző tokozásban, színben és méretben

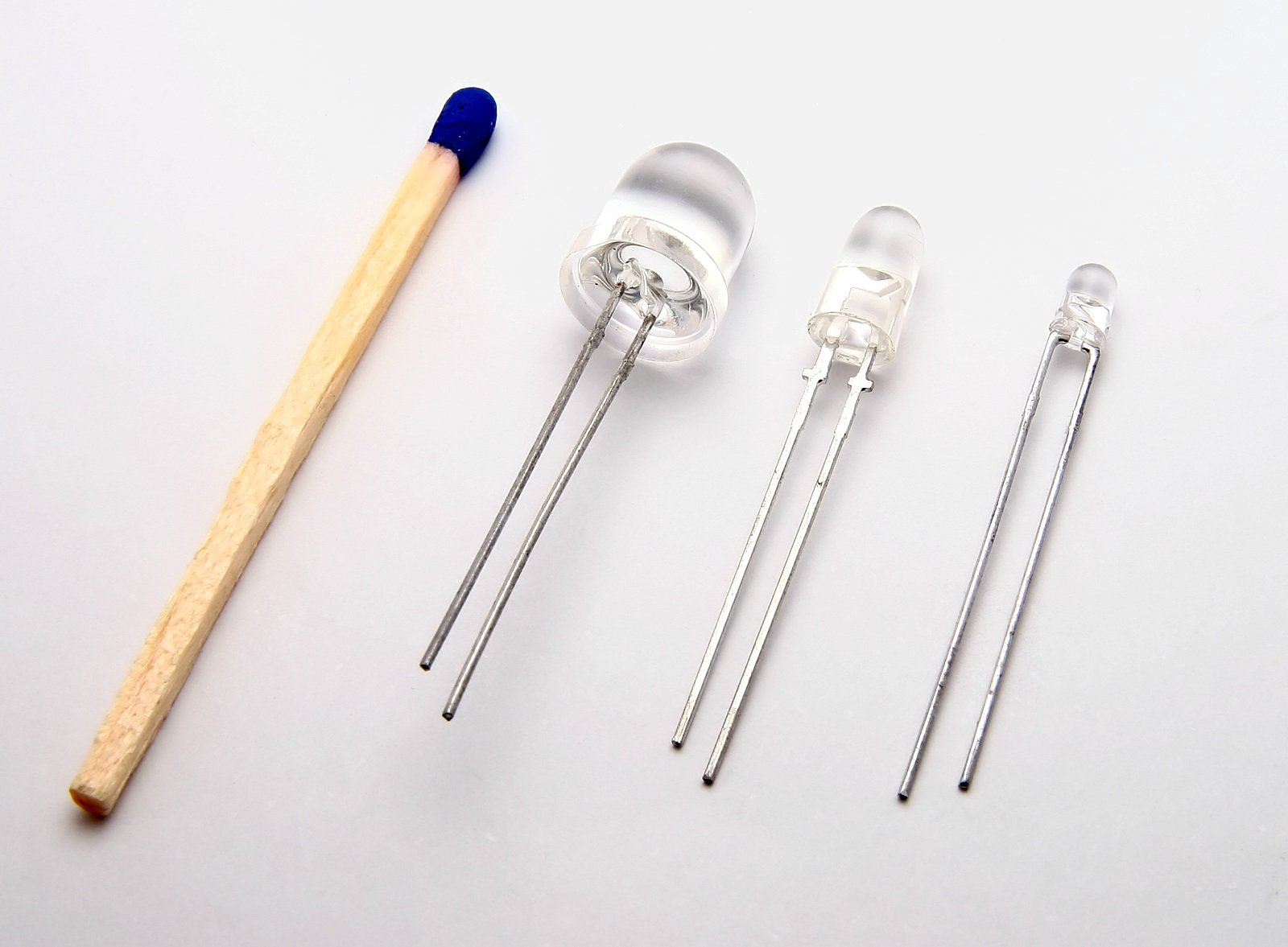
LED-ek különböző méretben, balról jobbra: 8, 5, 3 mm-es fejátmérővel
(balról összehasonlításképpen egy gyufaszál)

A világító dióda félvezető anyagból készült fényforrás. Másik, közismertebb neve a LED szó az angol , az angol Light Emitting Diode (=fényt kibocsátó dióda) kifejezés rövidítéséből származik. A dióda által kibocsátott fény színe a félvezető anyag összetételétől, ötvözőitől függ. A LED inkoherens keskeny spektrumú fényt bocsát ki. A fény spektruma az infravöröstől az ultraibolyáig terjedhet. 1994-ben a kék fényt kibocsátó LED feltalálói, Akaszaki Iszamu, Amano Hirosi és Nakamura Súdzsi, alapjaiban alakították át a világítási technológiát, amiért húsz évvel később, 2014-ben Nobel-díjjal ismerték el a három japán tudós munkáját. A nagy fényerejű, energiatakarékos és környezetbarát kék LED kifejlesztésében végzett tevékenységükért részesültek a kitüntetésben.

## Működése
A fény úgy keletkezik, hogy a diódára kapcsolt elektromos áram a dióda anyagában levő atomok elektronjait gerjeszti, amitől azok nagyobb energiaszintű atompályára lépnek, majd miközben visszatérnek eredeti energiaszintjükre, fotonokat bocsátanak ki (a fényelektromos jelenség fordítottja). Nyitóirányú áram esetén a PN átmeneten az elektronok az N rétegből a P-be, a lyukak a P rétegből az N-be diffundálnak. A diffúziós kisebbségi és többségi töltéshordozók között rekombinációs folyamat indul meg, melynek során a felszabaduló energia fotonok formájában kisugárzódik. Nagyobb feszültség hatására nagyobb a kisugárzott fotonok mennyisége, egészen egy bizonyos nyitóirányú áramértékig, ahonnan már nem számottevő a változás.
A sugárzás csak úgy jöhet létre, ha az elektronok átkerülnek a nagy energiájú vezetési sávból a kisebb energiájú vegyértéksávba. Az elektron ezen állapota nem stabil, egy kis idő elteltével visszaugrik az eredeti atompályájára. A többletenergia, amivel előzőleg képes volt feljebb lépni, sugárzás formájában hagyja el az atomot. Ez a sugárzás a hullámhossztól függő (lásd a táblázatot) fény formájában jelentkezik. A rekombinációknak körülbelül az 1%-a jár fotonkibocsátással, míg a többi hőtermeléssel. Régen a legnagyobb hatásfokkal az infravörös fénydióda rendelkezett (1-5%), a többinél ez 0,05% alatt volt, ám a mai LED-ek már elérik a 20%-os hatásfokot is.
A LED-ek előnye, hogy a kimeneti fény előállításához alacsony áramerősséget és feszültséget igényelnek, kicsi a fogyasztásuk, kevéssé melegszenek, nagy a kapcsolási sebességük, kis helyen elférnek, ütésállók és nagy az élettartamuk.
Jó tulajdonsága, hogy rossz bekötés esetén se megy tönkre.

## Felfedezése

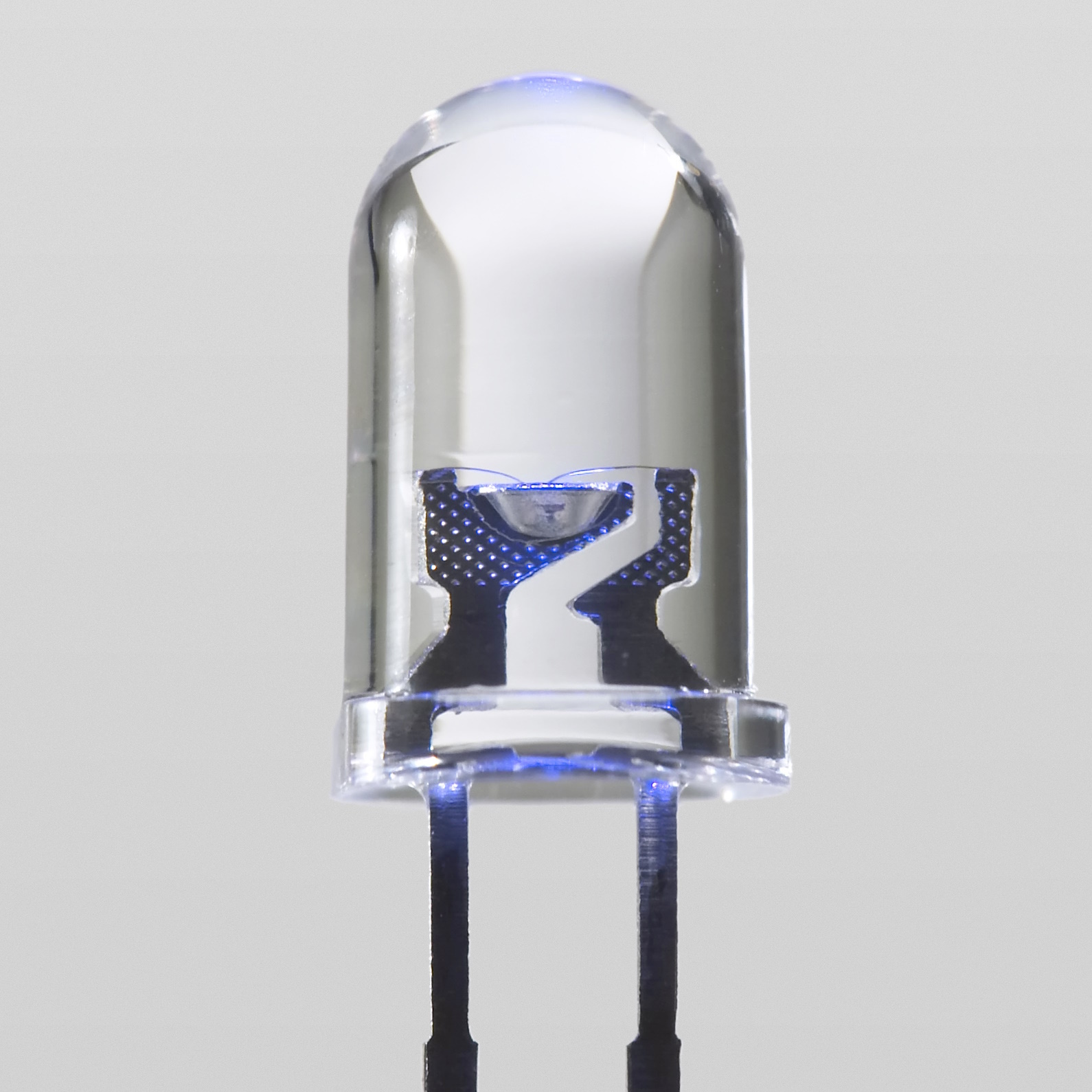
Kék fényt kibocsátó dióda, kék LED

A LED-ek tokozása rendkívül sokféle, ugyanakkor a hetvenes évekre már kialakult az 5 mm átmérőjű hengeres műanyag kivitel, ami általánosnak tekinthető

A félvezetők elektrolumineszcenciáját már 1907-ben felfedezte a Marconi laboratóriumban dolgozó Henry Joseph Round. A jelenséget Oleg Vladimirovich Losev orosz tudós vizsgálta mélyrehatóan, és az eredményeit 1927-ben publikálta. 1939-ben Bay Zoltán és Szigeti György magyar kutatók is végeztek kísérleteket ezzel a még kezdetleges SiC alapú fényforrással. A napjainkban ismert LED-ek története azonban inkább 1955-ben kezdődött, amikor Rubin Braunstein, a Radio Corporation of America (RCA) mérnöke felfedezte a gallium-arzenid (GaAs) és egyéb vegyületfélvezetők infravörös emisszióját. Viszont az első fénykibocsátó dióda megalkotása a Texas Instruments kutatóihoz, James R. Biardhoz és Gary Pittmanhez köthető, akik 1961-ben – bár lézer dióda kifejlesztésén dolgoztak – felfedezték, hogy valójában infravörös tartományban működő fénykibocsátó diódát alkottak. Tulajdonképpen ez volt az első áttörés, amely a mai modern LED-ek megszületése felé haladt, azaz a szilíciumot felváltották a vegyületfélvezetők – jelen esetben a gallium-arzenid –, illetve kidolgozásra került a dióda struktúra. A két feltaláló a Texas Instruments égiszén belül szabadalmaztatta a találmányát (U.S. Patent 3293513).
Annak ellenére, hogy ennek a LED-nek a működése nem esett a látható tartományba, a jelenség fizikája ismert volt. Az emittált fény hullámhossza a kiürített tiltott sáv szélességén, illetve az adalékolással beépített energiacsapdák szintjétől függ. Azaz innentől kezdve a látható tartományban működő, különféle színű LED-ek megjelenése csak „finomhangolás” kérdése volt. Ahogy ez várható volt, alig egy évre rá, 1962-ben Ifj. Nick Holonyak (General Electric) ki is fejlesztette az első, gyakorlatban is használható, látható fényű LED-et (vörös). Nem sokkal ezután a sárga és a zöld LED is megjelent.
Azonban ezek még csak laboratóriumi kísérleti eszközöknek, vagy éppen kuriózumnak számítottak. A tömeges elterjedésüknek gátat vetett a rendkívül magas előállítási költségük, egészen addig, míg az 1970-es években a Fairchild Semiconductors ki nem dolgozta a tömeggyártási technológiájukat.
Volt vörös LED, volt zöld LED, már csak a kék LED hiányzott, hogy lefedhető legyen a teljes spektrum. Azonban a GaAs tiltott sávja kicsi ahhoz, hogy olyan nagy energiájú fotont legyen képes emittálni, mint a kék fényé. Így egyértelmű volt, hogy új vegyületfélvezetőt kellett keresni. Különféle trükkökkel sikerült kisebb sikereket elérni, mint az 1972-ben Jacques Pankove, az RCA Laboratories szakembere által elsőként megalkotott kék fényt kibocsátó LED-je. Azonban ezek a kísérleti példányok a gyakorlat számára nem voltak használhatóak. Az igazi áttörést az 1994-ben Akaszaki Iszamu, Amano Hirosi és az 1990-es évek vége óta az Egyesült Államokban kutató amerikai állampolgár, Nakamura Súdzsi által feltalált gallium-nitrid alapú kék fénnyel világító LED-je hozta meg. Azonban az igazi áttörést nem a kék fény jelentette, bár az is egy nagyszerű dolog volt, hanem egy nem várt „mellékhatás” is jelentkezett. Az új LED sokkal nagyobb hatásfokkal működött, mint a korábbi társai. Ez a fényerő növekedés képezte az alapot a LED-ek világítási célú alkalmazásának. Így érthető, hogy Nakamura Súdzsi 2001-ben beperelte volt munkaadóját, a Nichia Corporationt, mert az alig 20 ezer jen prémiumot akart fizetni neki a kék LED kifejlesztéséért, azonban ő 20 milliárd jent követelt. A kiváló kutató végül megnyerte a pert, és a Nichia 840 millió jent fizetett.

LED spektrumok különböző félvezetőkhöz

Most, hogy már elérhető mind a vörös, mind a zöld, mind pedig a kék LED, amivel kikeverhető a fehér fény, egy minőség-mennyiség háború vette kezdetét. Mivel a LED-ek egy nagyon szűk hullámhossz tartományban sugároznak, ezért a minőségi fehér fény kikeveréséhez sok különböző hullámhosszon sugárzó LED fényére van szükség. A sok LED sok áramot fogyaszt, így ennek a megoldásnak nem jó a hatásfoka (bár ezt a megoldást alkalmazzák ott, ahol minőségi megvilágításra van szükség – pl. színház). Viszont itt is alkalmazható egy trükk. Ha veszünk egy kék LED-et, és kombináljuk sárga fényporral, ami a kék fény egy részét sárga fénnyé alakítja, akkor az elektromos fogyasztás kisebb, mert csak egy LED-et táplálunk, azaz a hatásfok magasabb, és a kék és a sárga fény papíron fehér fényt kever ki. Ezek után már csak a chipek teljesítményét kellett olyan szintre növelni, hogy alkalmasak legyenek használható fényáram kibocsájtására. 1999-ben a Philips Lumileds cég meg is jelent a piacon az első folyamatos üzemű 1 wattos LED-el. Ezek a LED-ek már csak hűtőbordára szerelve voltak használhatóak, és ezzel kezdetét vette a LED fényforrások világítási célú felhasználása.
| Anyag                              | Szín                    | Hullámhossz |
| ---------------------------------- | ----------------------- | ----------- |
| Gallium-arzenid (GaAs)             | infravörös              | 940 nm      |
| Gallium-alumínium-arzenid (AlGaAs) | vörös és infravörös     | 890 nm      |
| Gallium-arzenid-foszfid (GaAsP)    | vörös, narancs és sárga | 630 nm      |
| Gallium-foszfid (GaP)              | zöld                    | 555 nm      |
| Gallium-nitrid (GaN)               | zöld                    | 525 nm      |
| Cink-szelenid (ZnSe)[forrás?]      | kék                     | ~500 nm     |
| Szilícium-karbid (SiC)[forrás?]    | kék                     | 480 nm      |
| Indium-gallium-nitrid (InGaN)      | kék                     | 450 nm      |
| Gallium-indium-nitrid (GaInN)      | fehér[forrás?]          | 450 nm      |
| Gyémánt (C)                        | ultraibolya             | 400 nm      |

## Használata a világításban

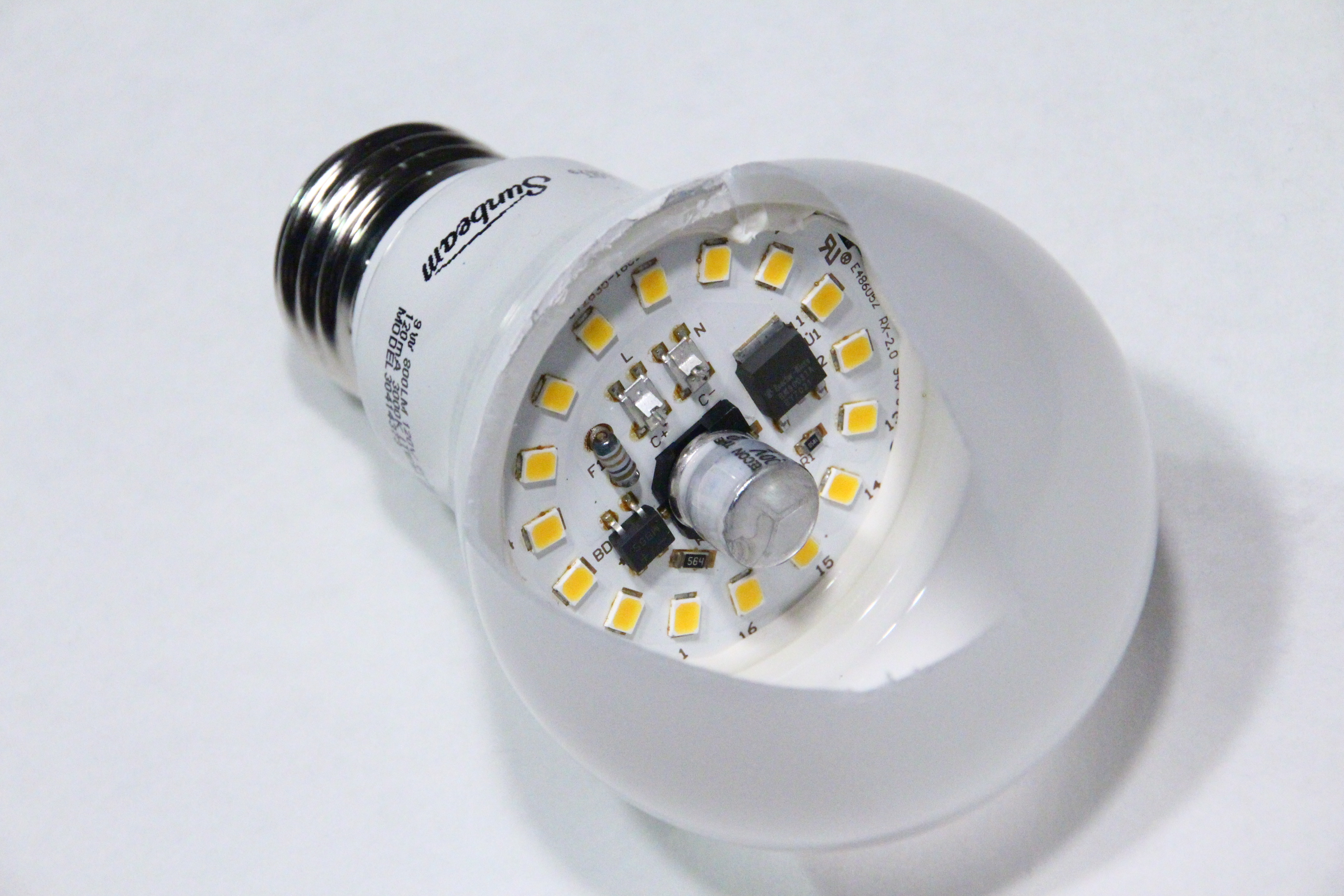
E27-es foglalatú, körte alakú áttetsző búrás LED fényforrás belseje, 160 fokos sugárzási szöggel

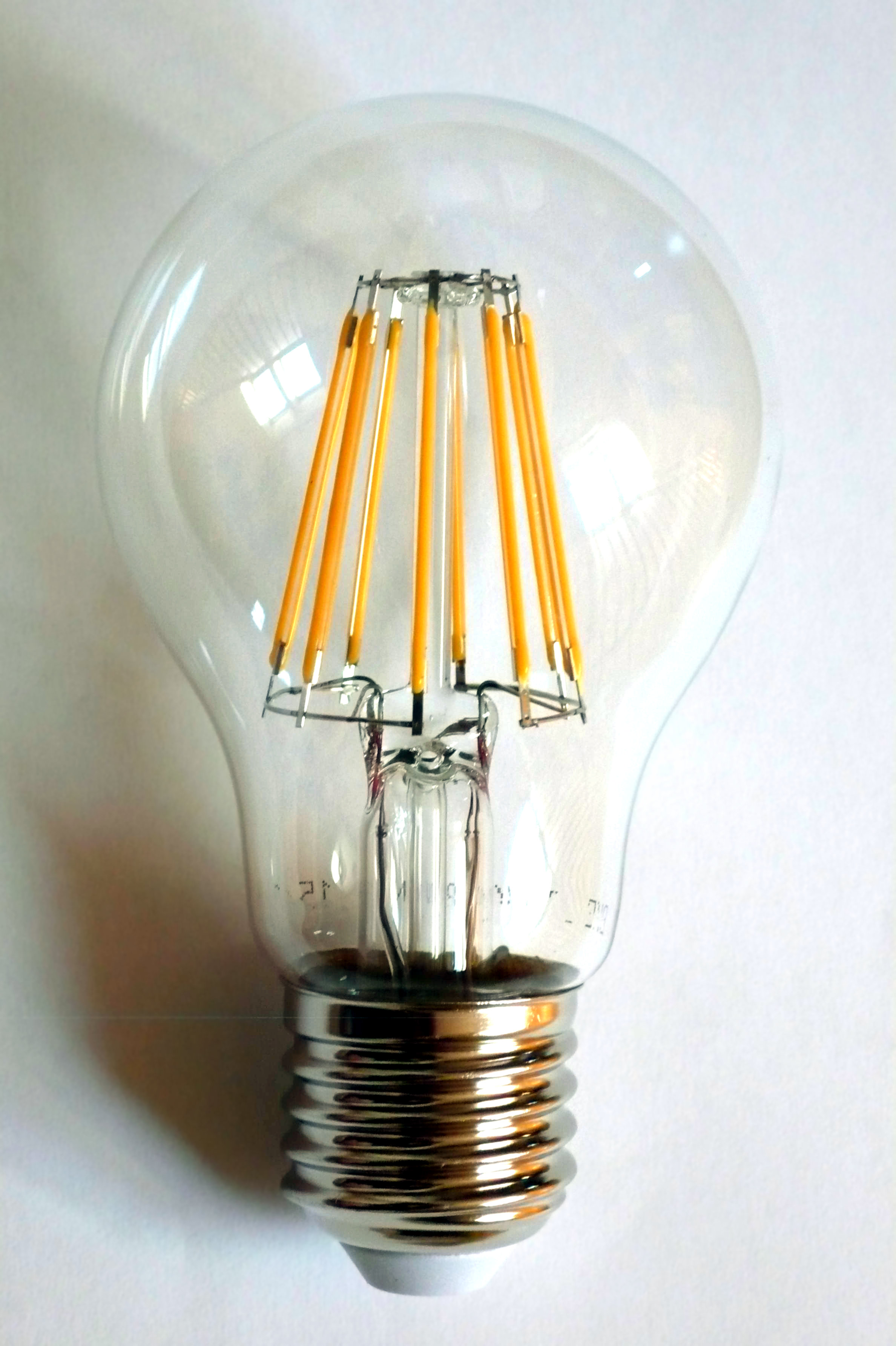
A volfrámszálas izzólámpákra hasonlító, körte alakú átlátszó búrás LED fényforrás, 300 fokos sugárzási szöggel, E27-es foglalattal

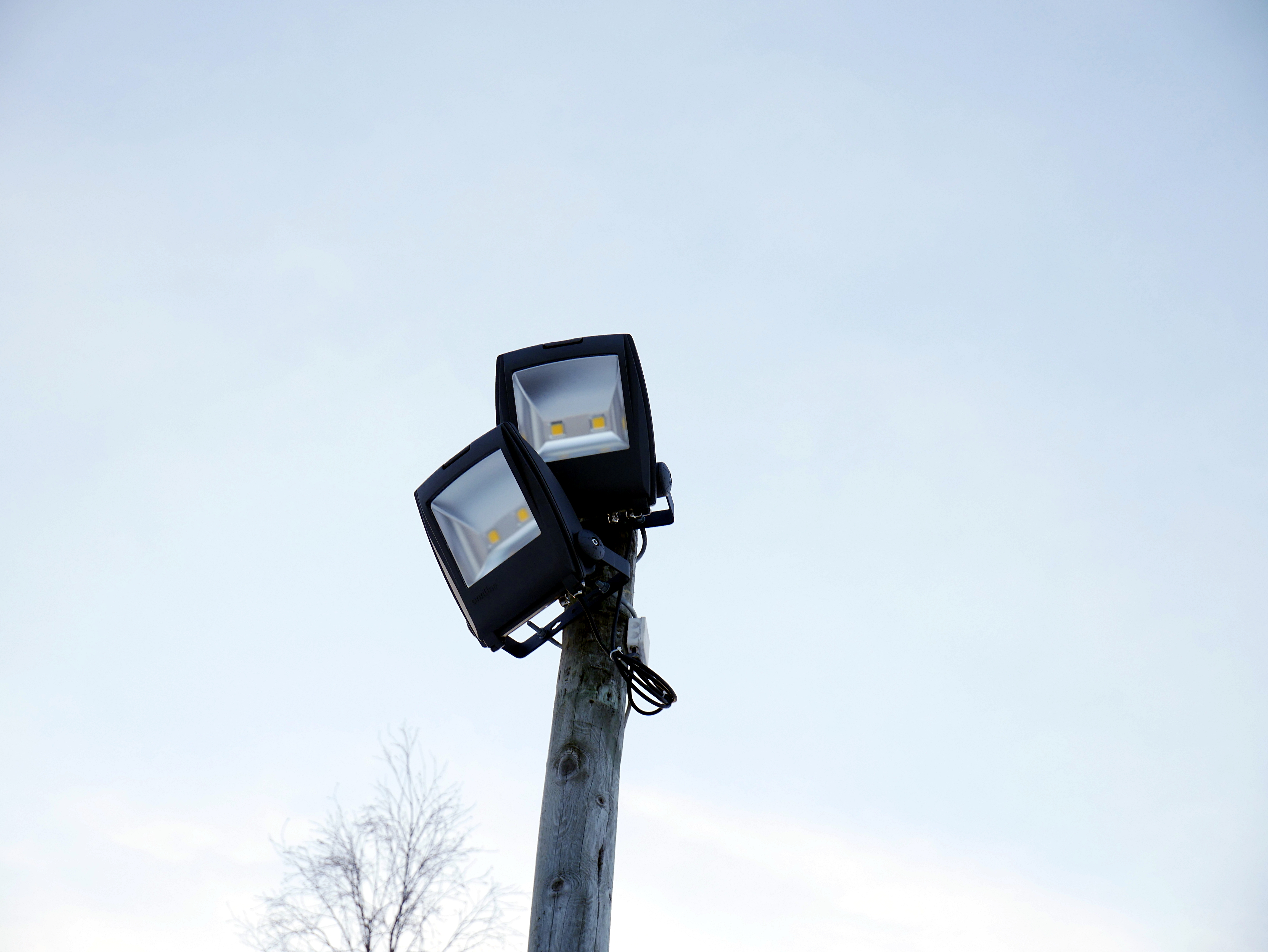
Jégkorongpályát megvilágító LED reflektorok Finnországban

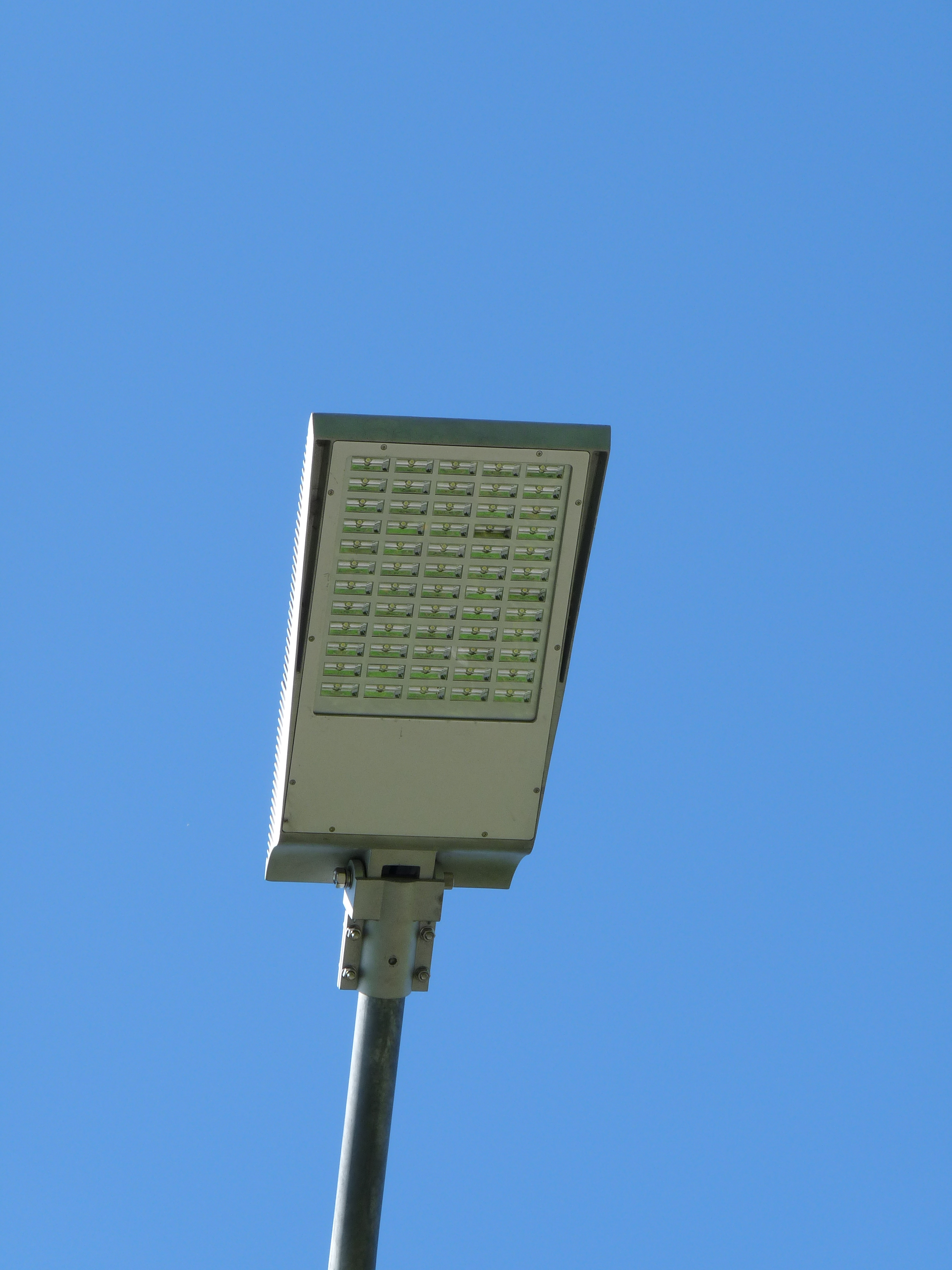
LED alkalmazása az utcai közvilágításban Észtország fővárosában, Tallinnban

Az első világító diódák viszonylag kicsi (20–60 mW) elektromos teljesítményük mellett igen kis erősségű fényt (néhány 10–100 mCd) bocsátottak ki. Mindemellett a monokromatikus fény nem alkalmas világítási célokra. Amint a félvezető-technika fejlődésével a diódák fényerőssége és fényhasznosítása nőtt, valamint alacsonyabb hullámhosszak váltak elérhetővé, úgy nyílt esély a LED-ek világításban való használatára. A korszerű LED fényforrások fényhasznosítása átlagosan 50-180 lm/Watt érték körül mozog. 
1994-ben Japánban bemutatták az első, nagy fényerejű, kék színnel világító InGaN (indium-gallium-nitrid) diódát. Ezzel lehetővé vált három monokromatikus fényforrás (vörös/sárga, zöld, illetve kék) segítségével fehér fényt előállítani. A gyakorlatban azonban mégsem ezt a megoldást használják. A három különböző LED nyitófeszültsége különbözik, valamint eltérő technológiával készült félvezetőket kell egy egységbe tokozni. Ezért ezt az eljárást (RGB LED-ek) csak olyan helyen alkalmazzák, ahol jelentősége van a színek arányának és azok változtatásának (például nagyméretű kivetítőkben).
A világításra használt fehér színű diódák félvezetője leggyakrabban szintén InGaN, mely kék vagy kék közeli UV-fényt bocsát ki. A félvezetőt azonban különböző fluoreszkáló anyagokkal vonják be, amely a kék fény hatására zöldessárga fénnyel világít. Így összetett fénnyel világító eszközt kapunk, melynek színét az emberi szem fehérként érzékeli.
Világító eszközként való hasznosításuk során fontos, hogy bár a LED-ek, hasonlóképpen az izzólámpákhoz, pontszerű fényforrások, technológiájukból következően mégsem gömb karakterisztika mentén szórják fényüket. A leggyakoribb kivitelnél optikai úton irányítják a fényt, de az elemi, egyedül álló LED-eknél is legfeljebb 120 fok a sugárzási szög. Ebből következik, hogy egyenlő fényteljesítményű izzós spot és LED-es spot fénye között számottevő eltérés van. Ennek oka, hogy az izzós spot a központi fénycsóván kívül is szór fényt, míg az optikai úton létrehozott LED csóván kívülre nem világít.
A LED-es világítóeszközök kivitelüket tekintve lehetnek a hagyományos izzókkal kompatibilisek, azaz ugyanúgy foglalatba tekerhetők, 230 V-osak és lehetnek speciális kivitelű, szigorúan csak a saját tápegységükkel működtethető megoldásúak.
A LED és az izzólámpa alapvetően különböző elektromos alkatrész, ezért a köznyelvben elterjedt „LED-izzó” kifejezés helytelen.
- A LED fénykibocsátó dióda, csak egyenáramú áramgenerátorról üzemeltethető, és párhuzamosan nem kapcsolható. Váltóáramú feszültséggenerátoros áramforrás (világítási hálózat) és a LED közé egyenirányító és áramkorlátozó áramkört kell kapcsolni. Szokásos megoldás még, hogy a LED-del egy másik diódát vagy LED-et kötnek párhuzamosan. Így az egyik félhullám alatt világít, a másik félhullám a másik diódán keresztül folyik. Ezt az emberi szem nem tudja követni.
- Az izzólámpa fénykibocsátó ellenállás, így egyen- vagy váltóáramú feszültséggenerátorról is üzemeltethető és párhuzamosan is kapcsolható. Névleges feszültségű elemre (4,5 V DC) és világítási hálózatra (230 V 50 Hz) stb. egyaránt közvetlenül ráköthető.

### Nagy teljesítményű fehér LED-ek
A kereskedelmi forgalomban kapható egyedi diódák teljesítménye ma már eléri a 100 wattos nagyságrendet, fényhasznosításuk pedig meghaladja a 100 lm/W értéket. Megfelelő áramgenerátoros táplálás esetén ez az egyik legkedvezőbb érték a világítástechnikában.

### A LED fényforrások fontosabb jellemzői
- feszültség, amelyről biztonságosan üzemeltethető (Volt-ban megadva)
- fogyasztás értéke (általában névleges, Watt-ban megadva)
- foglalat szabványa (E27, E14, GU10, GU5, MR16/GU5.3, G4 stb.)[13]
- fényerősség lumenben feltüntetve (például egy 60 W-os volfrámszálas izzólámpa fénye 810 lumen, a 100 Watt-osnak 1520 lumen)
- energetikai tanúsítvány betűjele (A a leghatékonyabb - J a legrosszabb hatásfokú)
- színhőmérséklet (Kelvin-ben megadva, 2700 K meleg fehér - 7000 K hideg fehér között)
- sugárzási szög (a fényvetülés irányítottságának foka)
- fényhasznosítás értéke (lm/W)
- átlagos élettartam
- be/kikapcsolások tervezett mennyiségének száma
- a megvilágított felületek és tárgyak színvisszaadásának pontossága (CRI, százalékban kifejezve)
- extraként fényerő szabályozhatóság lehetősége (angolul dimmable, a fényforrásra, mint fogyasztóra jutó áramerősség /Amper/ befolyásolhatóságának megléte a fényerő növelése vagy csökkentése érdekében)

### Élettani hatása

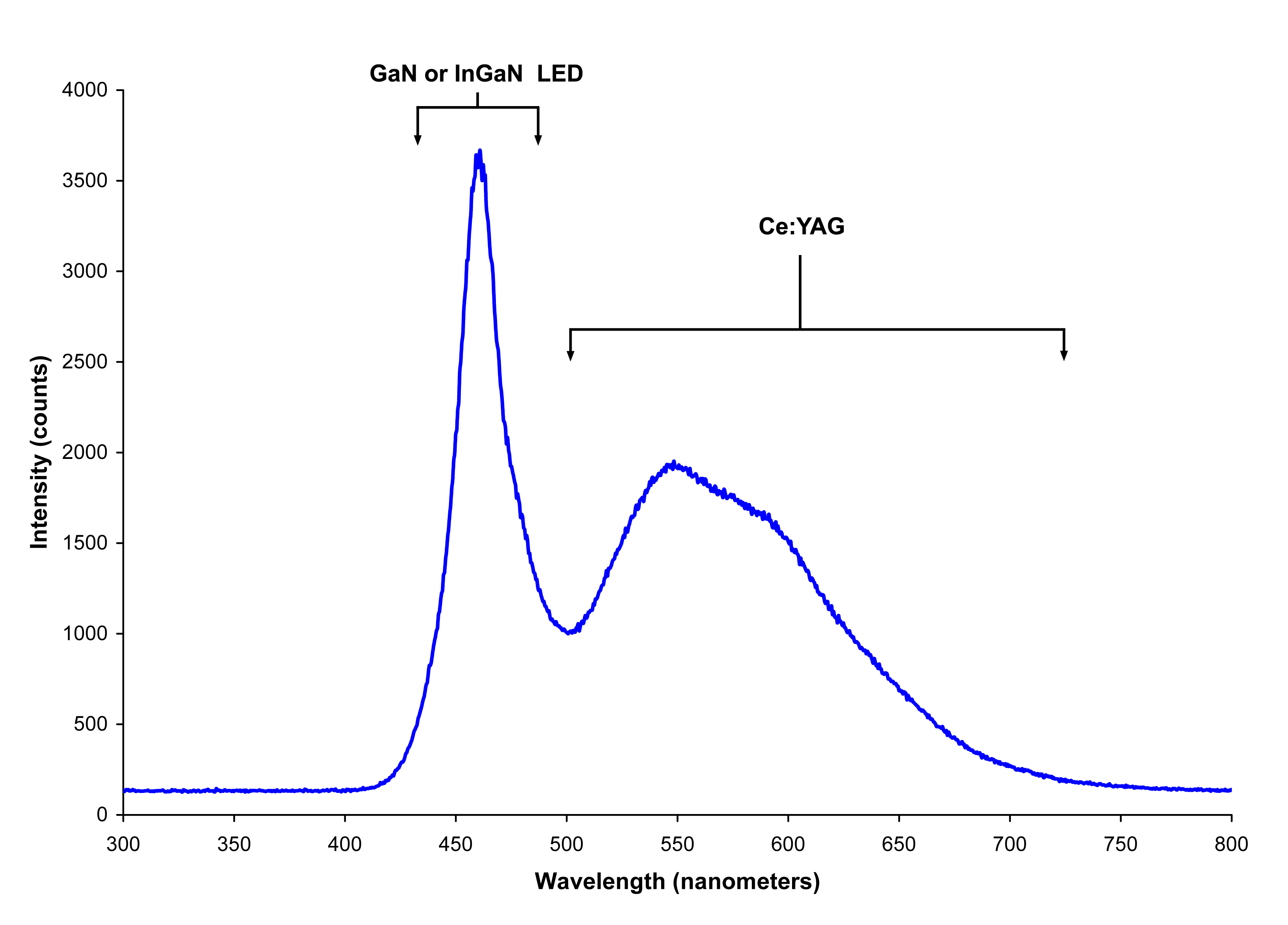
A fehér LED fényének spektruma. Az élesen kimagasló csúcs a kék LED fénye (tipikusan 465 nm), míg az 500-700 nm-es sávban a fénypor által kibocsátott fény látható.

Az emberi szem a Nap természetes fényéhez igazodva fejlődött, melynek spektruma – mint az abszolút fekete sugárzóké általában – folytonos. Viszont a LED színképe úgynevezett sávos, ami azt jelenti, hogy nem tartalmazza a fehér fény összes komponensét, hanem csak egyes összetevőket, amivel a fehér fény látszatát kelti. Ez nem új dolog – az izzólámpán kívül nehéz még egy folytonos spektrumú mesterséges fényforrást találni. – A problémát az okozza, hogy a spektrumban egy nagyon szűk sávú kék fény dominál, ami aránytalanul terheli a szem receptorait. Mivel a fehér fény többi összetevője hiányzik, vagy csak kis mértékben vannak jelen, az összfényerő kevés ahhoz, hogy a pupilla összehúzódjon, ezzel védve a szemet. A nagy energiájú kék fotonokkal bombázott retinában káros fotokémiai folyamatok játszódhatnak le. Megzavarja a retinában lévő melanopszinok működését, amik a melatonin nevű hormon termelését befolyásolják. Ez a hormon pedig az alvás és ébrenlét szabályozását végzi, így befolyásolja az ember biológiai óráját, az úgynevezett cirkadián ritmust, és felborul az anyagcsere, a testtömegindex, az oxigénfelvétel és a hormontermelés.
A biológiai óra megzavarásán kívül, a tartós kék foton expozíció retina károsodást is képes előidézni. Ezért is fontos, hogy milyen más összetevők, illetve ezek milyen intenzitással vannak jelen a fényben. A 3000-2700 K közötti színhőmérsékletű LED-ek fényében már kisebb a kék fény intenzitása, mint a sárga fény összetevőinek. Így kevésbé terheli a szemet, viszont rosszabb a hatásfoka. Ismét minőség vagy mennyiség kérdés.
A különböző fényforrások fotobiológia veszélyessége szerinti vizsgálatával az IEC 62471 szabvány foglalkozik.

#### IEC 62471
A szabvány a fényforrásokat veszélyességük szerint 4 csoportba sorolja.
| Veszélyességi csoport | Veszélyességi szint | Hatás                                                                                             | Fotokémiai sokk     | Fotokémiai sokk  | Fotokémiai sokk   | Termikus sokk (infravörös) | Termikus sokk (infravörös) |
| Veszélyességi csoport | Veszélyességi szint | Hatás                                                                                             | Max. expozíciós idő | Emissziós korlát | Emissziós korlát  | Max. expozíciós idő        | Emissziós korlát           |
| Veszélyességi csoport | Veszélyességi szint | Hatás                                                                                             | Max. expozíciós idő | Térsugárzó       | Kis méretű forrás | Max. expozíciós idő        | Emissziós korlát           |
| --------------------- | ------------------- | ------------------------------------------------------------------------------------------------- | ------------------- | ---------------- | ----------------- | -------------------------- | -------------------------- |
| Exempt                | Veszélytelen        | Nem jelent fotobiológiai veszélyt                                                                 | 10 000 s            | 100 W⁄m²sr       | 1 W⁄m²            | 10 s                       | 28 000⁄αW⁄m²sr             |
| Group 1               | Minimális kockázat  | Normál használat során nem idéz elő fotobiológiai veszélyt                                        | 100 s               | 10 000 W⁄m²sr    | 1 W⁄m²            | 10 s                       | 28 000⁄αW⁄m²sr             |
| Group 2               | Veszélyes           | Az éles fénnyel és a hősugárzással szembeni reflexek védelmet biztosíthatnak a veszéllyel szemben | 0,25 s              | 4 · 106 W⁄m²sr   | 400 W⁄m²          | 0,25 s                     | 71 000⁄αW⁄m²sr             |
| Group 3               | Nagyon veszélyes    | A legkisebb expozíció is veszéllyel jár                                                           | Azonnal             | Azonnal          | Azonnal           | Azonnal                    | Azonnal                    |

A szabvány külön foglalkozik az úgynevezett kis méretű forrásokkal, melyek közé a LED-ek is tartoznak. Ennek azért van jelentősége, mert az ilyen fényforrások retinán leképezett képe egy nagyon apró, nagyon fényes pont. Hatása, mint a nagyítóval egy pontban összegyűjtött napsugaraknak.
A táblázatból kiderül, hogy az elvakítás által kiváltott reflex képes megvédeni a szemet, ameddig a sugárzási teljesítmény kisebb, mint 400 W⁄m². Ezek szerint, ha adott egy 1 cm2 világító felületű fényforrás, akkor ez a védelmi mechanizmus csak akkor elegendő, ha a sugárzási teljesítmény kisebb, mint 0,04 W. Nos, a világítástechnikai LED-ek 1 cm2-en nagyon sok watt sugárzására képesek, így automatikusan a nagyon veszélyes kategóriába esnek. Ez csak annyit jelent, hogy alkalmazástechnikai megoldással kell gondoskodni arról, hogy senki se tudjon még véletlenül sem közvetlenül belenézni egy világítástechnikai LED-be. Ennek az egyik legáltalánosabb módja az indirekt világítás alkalmazása, amikor egy nagy méretű szóró felületet világítanak meg a kis méretű fényforrással, ezzel csökkentve le a felületi fénysűrűséget biztonságos szintre. Természetesen ez is vesztességgel jár – a már jól ismert kérdés: mennyiség vagy minőség.
Nem csak a fény intenzitása okozhat problémát, hanem a különböző hullámhosszú fények is különböző hatásokat váltanak ki.
| Veszélyforrás             | Hullámhossz (nm)     | Hatás                                      |
| ------------------------- | -------------------- | ------------------------------------------ |
| Fotoaktív UV              | 200–400 (súlyozott)  | Hóvakság Kötőhártya-gyulladás Szürkehályog |
| UVA                       | 315–400              | Szürkehályog                               |
| Káros kék fény            | 300–700 (súlyozott)  | Retina károsodás                           |
| Nagy energiájú fonon (hő) | 380–1400 (súlyozott) | A retina égési sérülése                    |
| Infravörös                | 780–3000             | A szaruhártya égési sérülése Szürkehályog  |

A súlyozottság azt jelenti, hogy a különböző hullámhosszú fényhullámok különböző mértékben hatnak az emberi szervezettre. Így amelyik károsabb, azt nagyobb súllyal kell számításba venni, mint amelyik kevésbé káros.
| Hullámhossz (nm) | SUV(λ) | Hullámhossz (nm) | SUV(λ)  | Hullámhossz (nm) | SUV(λ)   |
| ---------------- | ------ | ---------------- | ------- | ---------------- | -------- |
| 200              | 0,03   | 285              | 0,77    | 325              | 0,0005   |
| 205              | 0,051  | 290              | 0,64    | 328              | 0,00044  |
| 210              | 0,075  | 295              | 0,54    | 330              | 0,00041  |
| 215              | 0,095  | 297*             | 0,46    | 333*             | 0,00037  |
| 220              | 0,12   | 300              | 0,3     | 335              | 0,00034  |
| 225              | 0,15   | 303              | 0,12    | 340              | 0,00028  |
| 230              | 0,19   | 305              | 0,06    | 345              | 0,00024  |
| 235              | 0,24   | 308              | 0,026   | 350              | 0,0002   |
| 240              | 0,3    | 310              | 0,015   | 355              | 0,00016  |
| 245              | 0,36   | 313*             | 0,006   | 360              | 0,00013  |
| 250              | 0,43   | 315              | 0,003   | 365*             | 0,00011  |
| 254*             | 0,5    | 316              | 0,0024  | 370              | 0,000093 |
| 255              | 0,52   | 317              | 0,002   | 375              | 0,000077 |
| 260              | 0,65   | 318              | 0,0016  | 380              | 0,000064 |
| 265              | 0,81   | 319              | 0,0012  | 385              | 0,000053 |
| 270              | 1      | 320              | 0,001   | 390              | 0,000044 |
| 275              | 0,96   | 322              | 0,00067 | 395              | 0,000036 |
| 280*             | 0,88   | 323              | 0,00054 | 400              | 0,00003  |

Az UV ugyanazon súlyfüggvény alapján fejti ki hatását, mind a szemre, mind pedig a bőrre. A *-al jelölt hullámhosszok a higany kisülő lámpa (higany lámpa, fénycső) emissziós vonalai.
| Hullámhossz (nm) | Kék fény veszélyességi függvény B(λ) | Égési veszélyességi függvény R(λ) | Hullámhossz (nm) | Kék fény veszélyességi függvény B(λ) | Égési veszélyességi függvény R(λ) |
| ---------------- | ------------------------------------ | --------------------------------- | ---------------- | ------------------------------------ | --------------------------------- |
| 300              | 0,01                                 |                                   | 415              | 0,8                                  | 8                                 |
| 305              | 0,01                                 |                                   | 420              | 0,9                                  | 9                                 |
| 310              | 0,01                                 |                                   | 425              | 0,95                                 | 9,5                               |
| 315              | 0,01                                 |                                   | 430              | 0,98                                 | 9,8                               |
| 320              | 0,01                                 |                                   | 435              | 1                                    | 10                                |
| 325              | 0,01                                 |                                   | 440              | 1                                    | 10                                |
| 330              | 0,01                                 |                                   | 445              | 0,97                                 | 9,7                               |
| 335              | 0,01                                 |                                   | 450              | 0,94                                 | 9,4                               |
| 340              | 0,01                                 |                                   | 455              | 0,9                                  | 9                                 |
| 345              | 0,01                                 |                                   | 460              | 0,8                                  | 8                                 |
| 350              | 0,01                                 |                                   | 465              | 0,7                                  | 7                                 |
| 355              | 0,01                                 |                                   | 470              | 0,62                                 | 6,2                               |
| 360              | 0,01                                 |                                   | 475              | 0,55                                 | 5,5                               |
| 365              | 0,01                                 |                                   | 480              | 0,45                                 | 4,5                               |
| 370              | 0,01                                 |                                   | 485              | 0,4                                  | 4                                 |
| 375              | 0,01                                 |                                   | 490              | 0,22                                 | 2,2                               |
| 380              | 0,01                                 | 0,1                               | 495              | 0,16                                 | 1,6                               |
| 385              | 0,013                                | 0,13                              | 500-600          | 10(450-λ)⁄50                         | 1                                 |
| 390              | 0,025                                | 0,25                              | 600-700          | 0,001                                | 1                                 |
| 395              | 0,05                                 | 0,5                               | 700-1050         |                                      | 10(700-λ)⁄500                     |
| 400              | 0,1                                  | 1                                 | 1050-1150        |                                      | 0,2                               |
| 405              | 0,2                                  | 2                                 | 1150-1200        |                                      | 0,2·100,002(1150-λ)               |
| 410              | 0,4                                  | 4                                 | 1200-1400        |                                      | 0,02                              |

## Felhasználás

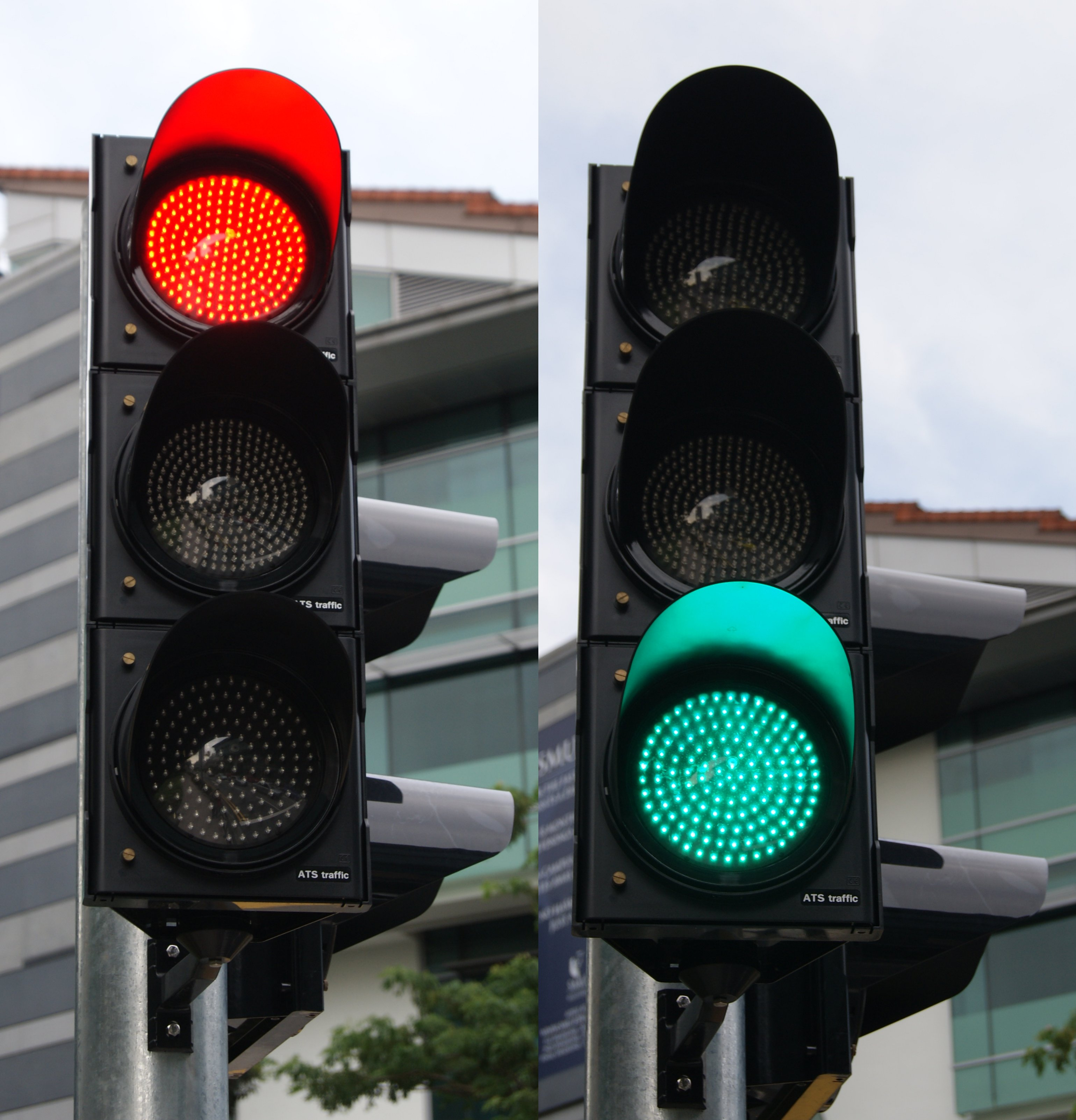
Forgalomirányító lámpa
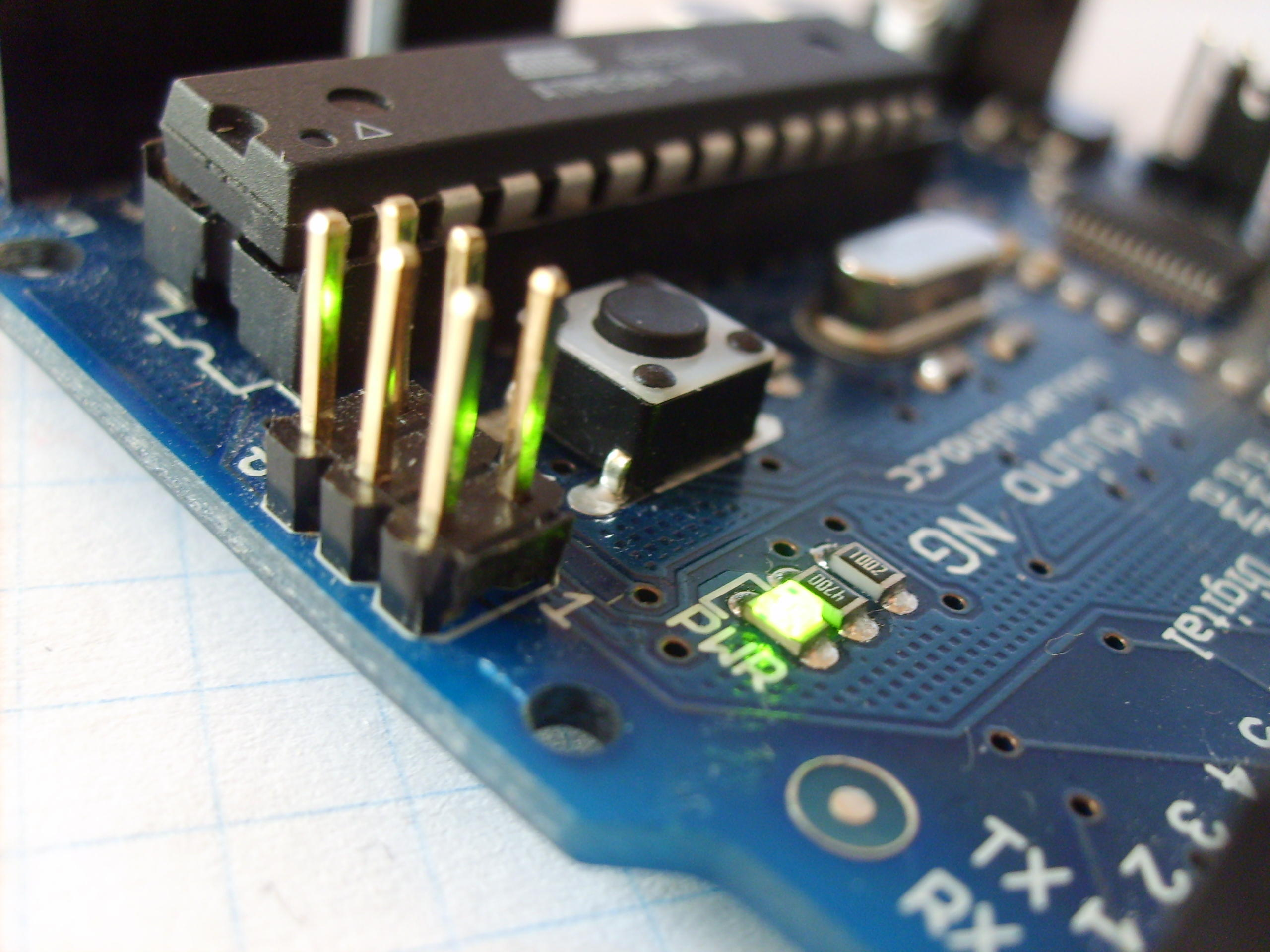
Elektronikus paneleken állapotjelzőként
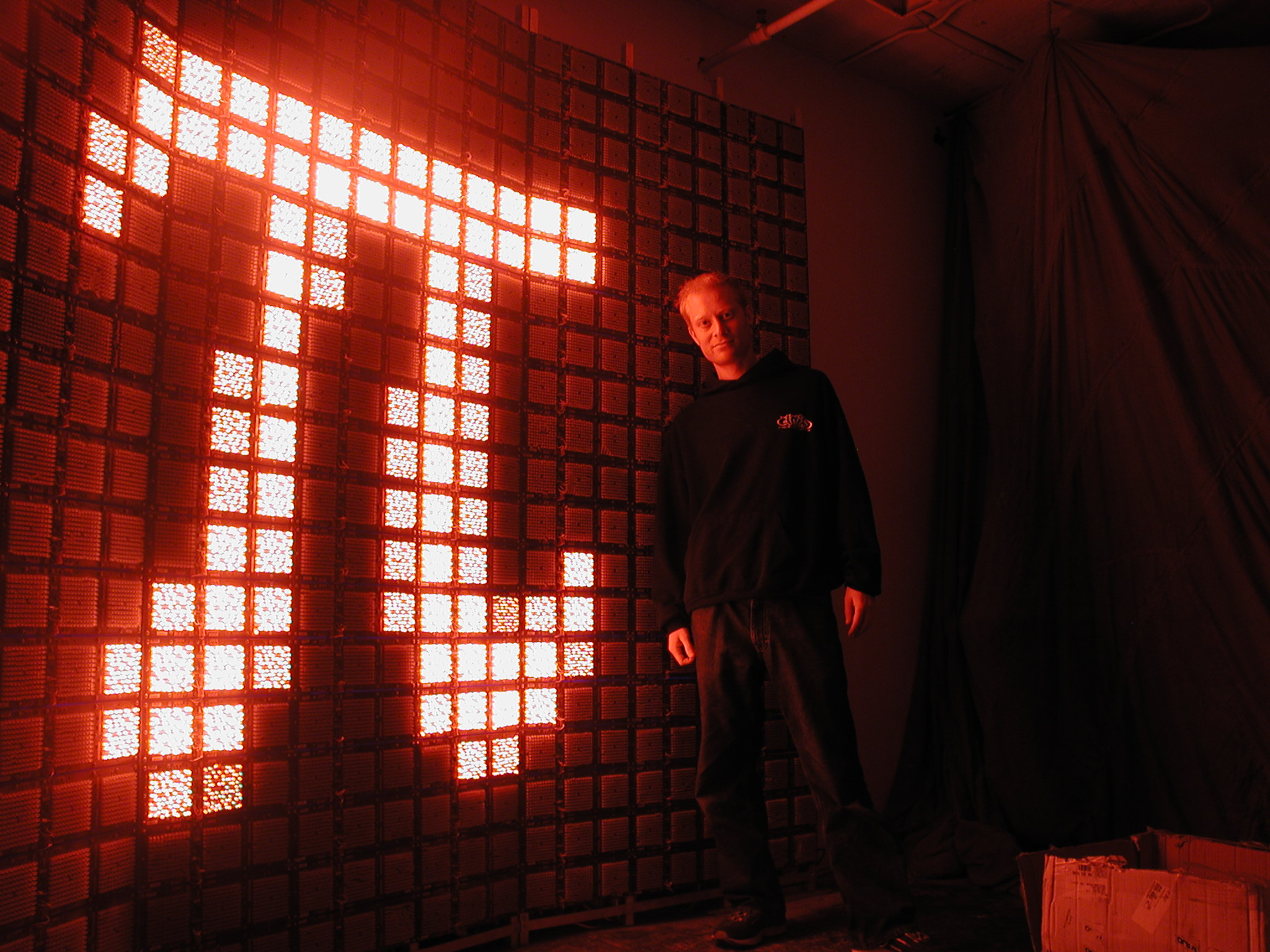
LED-es kültéri kijelzők